# Átomo intersticial
Un átomo intersticial es un defecto puntual de un mineral, producido por un átomo suplementario que se sitúa en su red cristalina. Esto provoca una fuerte distorsión en la proximidad del átomo, pero se atenúa con la distancia. Se puede forzar el fenómeno: irradiando el cristal para aportarle energía conseguimos que un átomo situado "correctamente" en su punto de red salte para situarse entre átomos que sí se mantienen en su posición de red. 
En los materiales cerámicos, que están compuestos de una parte iónica y otra covalente, lo normal es que salte el catión, de menor tamaño que el anión: el conjunto formado por el átomo intersticial y el hueco se conoce como defecto Frenkel.